# 木畑和子
木畑 和子（きばた かずこ、1947年 - ）は、日本の歴史学者。成城大学名誉教授。専門は、ドイツ現代史、特にナチス・ドイツ時代のキンダートランスポート (Kindertransport) や「医学の犯罪」についての研究。

## 経歴
東京都世田谷区等々力に生まれる。
東京都立駒場高等学校から、大学紛争期の東京女子大学に進み、西川正雄の指導を受け、以降、師事する。
1970年に東京女子大学文理学部史学科を卒業し、東京都立大学 (1949-2011)大学院に進み、1972年に修士課程を修了した後、東京大学大学院修士課程に転じ、1974年にふたつめの修士を取得した。博士課程に進学し、1975年から1977年まで、ドイツ学術交流会 (DAAD) の留学制度によりミュンヘン大学に学び、帰国後の1981年に博士課程を単位取得退学した。
1986年、東洋英和女学院短期大学国際教養学科の専任講師となり、1989年に助教授へ昇任、1994年に改組により東洋英和女学院大学短期大学部所属となった後、1995年に教授へ昇任した。1997年には、短期大学部から東洋英和女学院大学社会学部助教授に転じた。
1999年、成城大学文芸学部ヨーロッパ文化学科助教授となり、2003年には教授へ昇任し、2014年に成城大学を退職した。

## 家族
夫の木畑洋一は、東京大学名誉教授、成城大学法学部名誉教授。

## おもな業績

### 単著
- 『キンダートランスポート：ナチス・ドイツからイギリスに渡ったユダヤ人の子供たち』（成文堂） 1992年
- 『ユダヤ人児童の亡命と東ドイツへの帰還 キンダートランスポートの群像』（ミネルヴァ書房） 2015年

### 翻訳
- 『キンダートランスポートの少女』（ヴェラ・ギッシング(Věra Gissingová)、未来社） 2008年
- 『ホロコースト大事典』（ウォルター・ラカー編、井上茂子, 木畑和子, 芝健介, 長田浩彰, 永岑三千輝, 原田一美, 望田幸男訳、柏書房） 2003年 - 日本翻訳出版文化賞受賞